# Sielec (województwo podkarpackie)
Sielec – wieś w Polsce, położona w województwie podkarpackim, w powiecie ropczycko-sędziszowskim, w gminie Iwierzyce.

## Historia
Właścicielami dóbr tabularnych byli: Franciszek Ksawery Prek (połowa lat 50. XIX wieku), Tadeusz Prek (lata 60., 70.), Abraham Gleicher (lata 80.), Bronisław Nowiński, Bronisław i Zofia Nowińscy, w 1914 ponownie samodzielnie Bronisław Nowiński.
| SIMC    | Nazwa                 | Rodzaj     |
| ------- | --------------------- | ---------- |
| 0651849 | Koło Starego Gościńca | przysiółek |
| 0651855 | Podlasek              | przysiółek |

W latach 1975–1998 miejscowość położona była w województwie rzeszowskim.
Przez miejscowość przepływa Bystrzyca, niewielka rzeka dorzecza Wisły, dopływ Wielopolki.
Wierni Kościoła rzymskokatolickiego należą do parafii Najświętszej Marii Panny w Sędziszowie Małopolskim.